# Patrick Chauvet
Patrick Chauvet (Parigi, 11 ottobre 1951) è un presbitero francese, dal 1º settembre 2016 al giugno 2022 rettore arciprete della cattedrale di Notre-Dame di Parigi.

## Biografia
Monsignor Patrick Chauvet è nato nel XVII arrondissement di Parigi l'11 ottobre 1951.
Ha ricevuto la sua istruzione primaria e secondaria all'Istituto "Madonna di Santa Croce" di Neuilly-sur-Seine, dove si è diplomato nel 1970. Durante questo periodo, ha cantato nel coro dei Petits Chanteurs de Sainte-Croix de Neuilly.
Ha compiuto gli studi per il sacerdozio presso il seminario carmelitano dell'Institut catholique di Parigi.
Nel 1980 è stato ordinato presbitero per l'arcidiocesi di Parigi dal cardinale François Marty. Dal 1981 al 1984 è stato cappellano dell'Istituto "Madonna di Santa Croce" di Neuilly-sur-Seine e ha insegnato per due anni francese, latino e greco. Nello stesso periodo ha proseguito gli studi classici all'Università di Parigi X-Nanterre specializzandosi in patrologia. Per conseguire il Master of Advanced Studies ha tradotto l'Haereticorum fabularum compendium  di Teodoreto di Cirro. Nel contesto della ricerca per il dottorato su Basilio di Cesarea, a Blaru ha conosciuto il padre domenicano Marie-Joseph Le Guillou ed è entrato nella sua filiazione spirituale.
Nel settembre del 1984 è stato nominato direttore del secondo ciclo del seminario interdiocesano "San Sulpizio" di Issy-les-Moulineaux. Dal 1984 al 1989 ha insegnato cristologia. Durante questo periodo, nel 1987, ha difeso la sua tesi presso l'Istituto cattolico di Tolosa.
Per sei anni, è stato formatore di laici e religiosi nella scuola della cattedrale di Parigi, direttore dei Cahiers e professore di teologia. Dal 1995 è un predicatore in onda su France Culture.
Nell'ottobre del 1995 ha preso possesso dell'incarico di rettore della basilica del Sacro Cuore a Montmartre. Ha anche insegnato nel noviziato delle suore benedettine del Sacro Cuore di Montmartre. Nel 1999 è stato nominato anche superiore della scuola "Saint-Jean de Passy". Il 2 agosto 1999 papa Giovanni Paolo II gli ha conferito il titolo di prelato d'onore di Sua Santità.
Nel settembre del 1999 ha dovuto lasciare la responsabilità di rettore della basilica del Sacro Cuore, a seguito della sua nomina a vicario episcopale per l'educazione cattolica. Nel settembre del 2002 è stato nominato sacerdote anziano della parrocchia di Saint-Honoré-d'Eylau a Parigi.
Il 1º settembre 2003 è stato nominato vicario generale dell'arcidiocesi di Parigi. Come tale, ha sostituito il cardinale Jean-Marie Lustiger nel presiedere la celebrazione annuale della professione religiosa nella Congregazione delle benedettine del Sacro Cuore di Montmartre il 10 gennaio 2004. In questa veste ha anche presieduto la messa organizzata per sabato 13 settembre 2008 agli Invalides per la visita di papa Benedetto XVI a Parigi. Il rito è stato preceduto dalle lodi cantate dalle benedettine del Sacro Cuore di Montmartre e ha visto la partecipazione di 260.000 fedeli. Dall'ottobre del 2008 è stato parroco della parrocchia di San Francesco Saverio a Parigi e decano del decanato Orsay-Breteuil. Il 1º settembre 2014 l'arcidiocesi ha rinnovato questo incarico per un altro triennio.
Nominato vicario episcopale per l'uso della forma straordinario del rito romano, il 12 settembre 2008 ha aperto la sua chiesa all'Associazione Notre-Dame de Chrétienté, durante la veglia di preghiera che ha organizzato per la visita del papa.
Venerdì 19 giugno 2009, festa del Sacro Cuore, monsignor Patrick Chauvet, ha installato, nella sua chiesa di San Francesco Saverio, la teca contenente il corpo incorrotto di Santa Maddalena Sofia Barat, in una cerimonia molto importante presieduta dal cardinale André Vingt-Trois, arcivescovo di Parigi, e concelebrata da Georges Gilson, arcivescovo emerito di Sens; Yves Paternoster, arcivescovo di Sens; Antoine Hérouard, segretario generale della Conferenza episcopale di Francia, quaranta sacerdoti, diverse centinaia di religiose della Società del Sacro Cuore di Gesù e più di mille fedeli.
Nel 2014 è divenuto presidente del capitolo dei canonici della cattedrale di Notre-Dame, esperto della Santa Sede presso l'UNESCO per le questioni educative. È diventato anche docente nelle classi pubbliche del Collège des Bernardins, dove si è dedicato anche all'accompagnamento spirituale degli studenti.
Nel giugno del 2016 è stato nominato rettore arciprete della basilica metropolitana di Notre-Dame di Parigi con efficacia dal 1º settembre successivo.
Il 14 gennaio 2017 papa Francesco lo ha nominato consultore per il Congregazione per il culto divino e la disciplina dei sacramenti.
La principale sfida che dovrà affrontare come rettore arciprete saranno i lavori di restauro della cattedrale necessari dopo il grave incendio del 15 aprile 2019.
Nel mese di giugno 2022 Laurent Ulrich, arcivescovo di Parigi, lo nomina parroco della chiesa della Madeleine  Il canonico Olivier Ribadeau Dumas, rettore del santuario Notre Dame de Lourdes, lo sostituisce come rettore arciprete della cattedrale di Notre-Dame e amministratore parrocchiale di Saint-Germain-l'Auxerrois.

## Opere
- Parole de Dieu, in Cahiers de l’École cathédrale de Paris, Edizioni Mame, 1995, ISBN 2-72890-495-2
- Pionniers de la foi : les Pères de l’Église, Edizioni Mame, 1995, ISBN 2-72890-337-9
- J'ai vu l'eau vive : chemin spirituel, Edizioni Parole et Silence, settembre 1997, ISBN 2-911940-06-7
- De sa plénitude nous avons tous reçu, Edizioni Parole et Silence, aprile 1998, ISBN 2-911940-26-1
- Puisque l'esprit est notre vie, Edizioni Parole et Silence, novembre 1998, ISBN 2-911940-49-0
- Apprendre à prier par la prière, in Cahiers de l'École cathédrale de Paris, Edizioni Mame, 1995, ISBN 2-72890-644-0
- L'esprit vous enseignera tout : homélies année B, Edizioni Parole et Silence, novembre 1999, ISBN 2-911940-93-8
- Père infiniment bon, Edizioni Parole et Silence, 1999, ISBN 2-91194-068-7
- À qui irions-nous ?: homélies année C, Edizioni Parole et Silence, gennaio 2001, ISBN 2-84573-062-4
- Oser l'aventure intérieure, Edizioni Parole et Silence, febbraio 2001, ISBN 2-84573-058-6
- Éduquer des êtres libres, Edizioni Parole et Silence, maggio 2001, ISBN 2-84573-081-0
- Au cœur de l'Église: homélies année A, Edizioni Parole et Silence, dicembre 2001, ISBN 2-84573-097-7
- Les Béatitudes à l'école des saints, Edizioni Parole et Silence, settembre 2002, ISBN 2-84573-141-8
- Notre Père : commentaire spirituel, Edizioni Parole et Silence, maggio 2004, ISBN 2-84573-237-6
- Prier Dieu notre Père, rivista La vie spirituelle, numero 759, luglio 2005, éditions du Cerf[19]
- Il est là ! : L'adoration eucharistique, Edizioni Parole et Silence, marzo 2008, ISBN 978-2-84573-645-0
- Viens, suis-moi : à la source du sacerdoce ministériel: comment l'appel de Dieu peut-il faire irruption dans la vie d'un jeune chrétien, Edizioni Parole et Silence, maggio 2009, ISBN 978-2-84573-784-6
- Aimer en son cœur : éducation du cœur et de la conscience, Paris, Edizioni Parole et Silence, 2010 ISBN 978-2-8457-3837-9
- La vérité de mon Église, Parigi, Salvator, 2011 ISBN 978-2-7067-0816-9
- Le père Le Guillou, un maître, éveilleur de la liberté (in collaborazione), Parigi, Edizioni Parole et Silence, 2015 ISBN 978-2-84573-888-1
- la prefazione dell’opera Théologie du Mystère: La pensée théologique du père Marie-Joseph Le Guillou o.p. di Gabriel Richi Alberti, Parigi, Edizioni Parole et Silence, 2012 ISBN 978-2-88918-041-7
- Chemins de contemplation : Ombres et lumières, Parigi, Edizioni Parole et Silence, 2012 ISBN 978-2-88918-128-5
- un capitolo dell'opera Quinze questions sur la foi: Les Jeudis Théologie du Collège des Bernardins, Parigi, Edizioni Parole et Silence, 2012 ISBN 978-2-88918-120-9
- Le bon sens en éducation, Paris, Edizioni Parole et Silence, 2014 ISBN 978-2-88918-334-0
- À la suite du Christ, Parigi, Edizioni Artège, 2014 ISBN 978-2-36040-275-5
- un capitolo dell'opera Questions sur la foi dans la vie de tous les jours: Les jeudis théologie du Collège des Bernardins, Parigi, Edizioni Parole et Silence, 2012 ISBN 978-2-88918-242-8
- Joie du pécheur pardonné, Paris, Edizioni Parole et Silence, 2015 ISBN 978-2-88918-460-6
- Lettre à un jeune qui pense au sacerdoce, Parole et Silence, 2017, 150 p. ISBN 978-2-88918-938-0
- Notre-Dame d'espérance, Paris, Edizioni Presses Renaiss, 2019 ISBN 978-2-75091-429-5